# Manuel Altolaguirre
Manuel Altolaguirre Bolín (Málaga, 29 de junio de 1905-Burgos, 26 de julio de 1959) fue un poeta y editor español, perteneciente a la generación del 27.

## Biografía
Nació en el Limonar Alto, un señorial barrio malagueño, el 29 de junio de 1905 en el seno de una familia acomodada, siendo hijo del juez de instrucción, periodista y escritor Manuel Altolaguirre Álvarez, y de  Concepción Bolín Gómez de Cádiz. Estudió bachillerato en el colegio de los jesuitas San Estanislao de Kostka en Málaga y Derecho en la Universidad de Granada, pero ejerció durante poco tiempo como abogado.
Su vocación más temprana fue la de impresor y editor. En 1923 colaboraría en la revista Ambos, junto a José María Hinojosa y José María Souvirón. En 1926 creó, junto a Emilio Prados, la célebre revista Litoral, que aglutinó a la que sería conocida como «Generación del 27». Por su dinámica actividad editorial, Pedro Salinas dijo de él que era el "Don Juan de las imprentas".
En 1930, tras la quiebra de Litoral, inicia en 1930 la revista «Poesía en Málaga» en solitario. De ella surgen cinco números, editados los dos últimos en París en 1931. Residió en ciudades diversas, entre ellas París y Londres, donde se trasladó en 1934 para seguir estudios de imprenta y tradujo a Mary Shelley, entre otros autores. En Madrid conoció a la que sería su esposa, la poetisa Concha Méndez, junto con la que editó y publicó, en la colección Héroe y en la revista homónima, libros y textos fundamentales de poesía, como Razón de amor, de Salinas o La realidad y el deseo, de Cernuda, entre otros. Fruto de su matrimonio en junio de 1932 con Concha Méndez tuvo una hija, Paloma, que posteriormente mantuvo una profunda amistad con Luis Cernuda. 
Durante la guerra civil española, Altolaguirre se convierte en miembro de la Alianza de Intelectuales Antifascistas y director de La Barraca, llegando incluso a alistarse en las fuerzas republicanas, realizando proyectos de imprenta y editoriales con fines propagandísticos. A pesar de su condición como reconocido intelectual republicano, en agosto de 1936, su hermano Luis Altolaguirre, junto a su antiguo amigo el poeta José María Hinojosa, fueron fusilados ante la tapia del cementerio de San Rafael de Málaga por un grupo de milicianos anarquistas. Otro hermano del poeta, Federico Altolaguirre, militar y amigo de Franco, sería también fusilado meses después. Esta trágica sucesión de acontecimientos y la propia guerra le condujeron a un colapso emocional tras huir de España por los Pirineos en enero de 1939 y ser confinado en un campo de concentración en Francia. Fue ingresado en una institución psiquiátrica durante una semana, de donde es rescatado por diversos colegas, y consigue llegar con su esposa, Concha Méndez, a casa de Paul Eluard. Max Ernst y Pablo Picasso colaboraron para que la familia viajase rumbo a América, en marzo de 1939.

Vivió primero en Cuba, entre 1939 y 1943, años durante los que desarrolló una intensa actividad editorial, colaborando en la publicación de revistas como Atentamente, La Verónica, La Pesada, Nuestra España, Espuela de Plata o 1616, entre otras. En 1943 se instaló en México junto a su familia. En torno a 1944 inició una relación con María Luisa Gómez Mena, (Condesa viuda de Revilla de Camargo) con la que terminaría casándose; Gómez Mena era una adinerada mujer cubana, mecenas artística, a la que había conocido Altolaguirre al llegar a La Habana en 1939 junto a su mujer y su hija, y que había estado casada previamente con el militar español Francisco Vives Camino y con el pintor cubano Mario Carreño. Altolaguirre seguiría manteniendo sin embargo una buena relación con su primera esposa. Hacia 1945 fundó con la ayuda económica de Gómez Mena la editorial Isla.

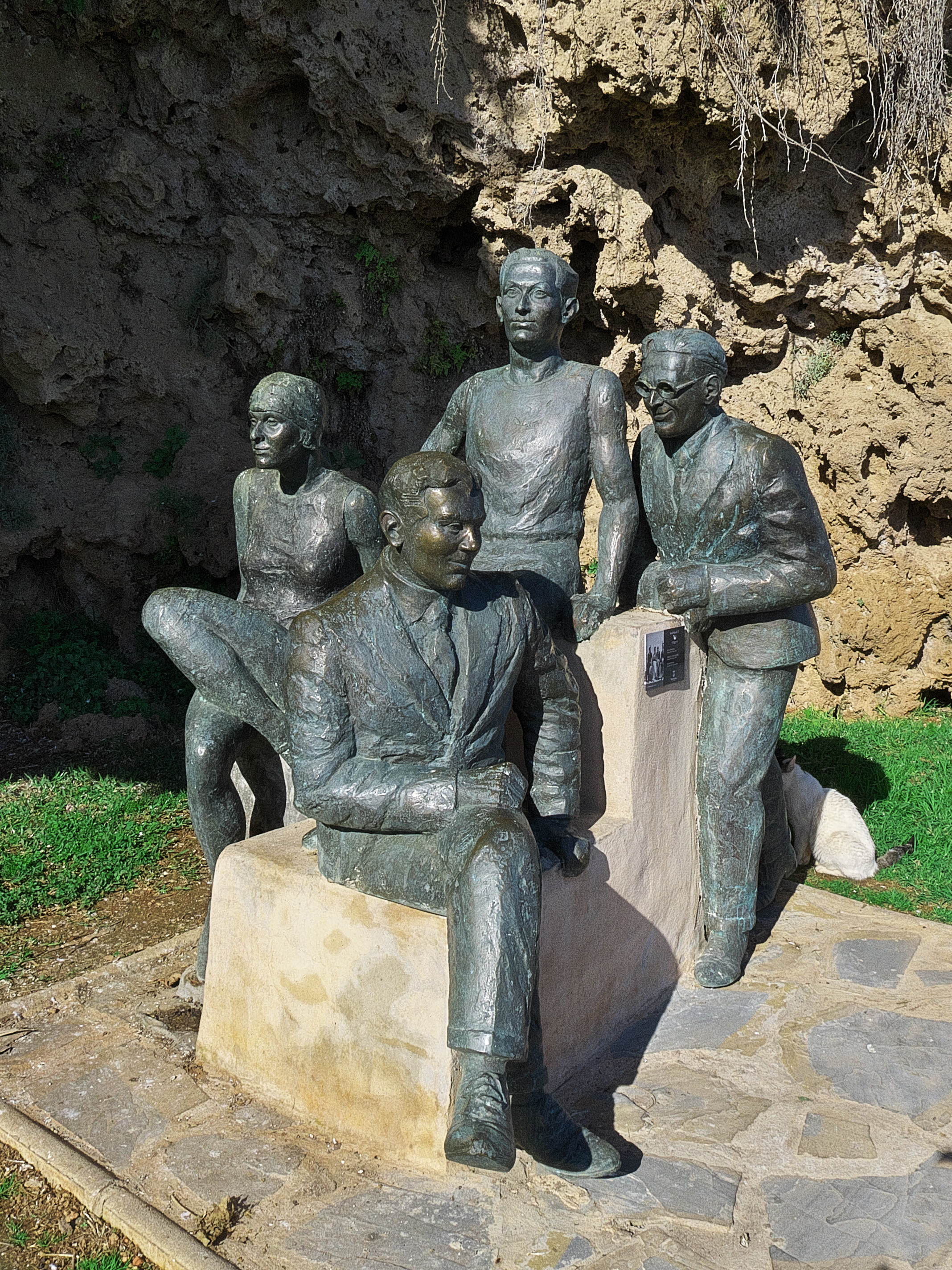
Monumento a la generación del 27 (Torremolinos)

Su actividad más destacada en México fue el cine. En 1946 comenzó a trabajar como guionista, tras ser contratado por la compañía Panamerican Films de la que era su principal accionista y amigo Benito Alazraki. En 1950 Altolaguirre viajó a Madrid y a Málaga para reunirse con sus familiares y para saludar a viejos amigos. A partir de 1952 colabora en la revista malagueña Caracola. Ese mismo año fue el guionista de Subida al cielo de Luis Buñuel, que, tras participar en el Festival de Cine de Cannes, recibió el Premio de la Crítica en París, siendo Altolaguirre premiado con el Premio Ariel a mejor guion en México. Como productor trabajó en Misericordia, basada en la obra de Benito Pérez Galdós y en Las estrellas de Carlos Arniches.
Como guionista y director firmó la película El Cantar de los Cantares basada en el comentario de Fray Luis de León, obra que reflejaba una honda preocupación religiosa. En 1959 regresó de nuevo a España para presentarla fuera de concurso en el Festival de Cine de San Sebastián. Cuando volvía a Madrid del estreno en San Sebastián, el coche que conducía se estrelló en Cubo de Bureba, en la provincia de Burgos. Le acompañaba su esposa María Luisa, que murió en el acto; él fallecería tres días después, el 26 de julio de 1959. En palabras de su hermano, «a las tres y cuarto en punto de la tarde [...] expiró. Yo le cerré los ojos. Murió besando el crucifijo que un hermano de San Juan de Dios le ofrecía». Solo Dámaso Alonso, de sus compañeros de generación, estuvo presente en su entierro. Altolaguirre fue enterrado en el cementerio de San Justo de Madrid, compartiendo tumba con su segunda mujer.

## Obra

### Poesía
Es posiblemente el poeta más espiritual e intimista de la Generación del 27. En sus composiciones se observa la huella de San Juan de la Cruz, Garcilaso de la Vega, Juan Ramón Jiménez y Pedro Salinas. Aunque su producción es breve y desigual, supo crear un mundo intimista pero rico en matices. Su poesía es cálida, cordial, transparente. Canta el amor, la soledad, la muerte, con tonos románticos. Según él, su poesía se siente hermana menor de la de Salinas. Rasgo sobresaliente de su producción es su musicalidad, con predominio de los versos cortos y las estrofas de raíz tradicional.
En su obra poética destacan:
| * Las islas invitadas (1926). - Poema del agua (1927). - Ejemplo (1927). - Alma quieta (1928, inédito) - Escarmiento (1930). - Vida poética (1930). - Lo invisible (1930). - Amor (1931). - El héroe (1931). - Un día (1931). - Un poema para una amiga. Ilustrado por Gregorio Prieto (1931). | - Un verso para una amiga (1931). - Soledades juntas (1931) - La lenta libertad (1936) - Las islas invitadas (1936) - Nube temporal (1939) - Poemas de las islas invitadas (1944) - Nuevos poemas de las islas invitadas (1946) - Fin de un amor (1949). - Poemas cubanos (1955). - Poemas en América (1955). |

Además, Altolaguirre publicó un elevado número de poemas en diferentes revistas, como Verso y Prosa, Héroe, Litoral, Revista de Occidente o Caracola. Escribió un libro de memorias, El caballo griego.  Su actividad literaria también se extendió a la prosa poética, e incluye numerosos estudios y artículos de crítica literaria, artículos periodísticos y traducciones.
En 1960 se publicaron póstumamente sus Poesías, que comprenden textos inéditos o publicados de modo disperso en diversas revistas literarias, y a partir de 1982 fue cuando empezó a aparecer la edición española de su obra completa.

### Teatro
También cabe destacar su obra teatral, parte de ella inacabada:
| - Saraí (Acto I) (1930). - Amor de dos vidas. Misterio en un acto y un epílogo (1932). - Vidas completas (1934, inédito). - Entre dos públicos (¿1933-34?). - Castigadme, si queréis (En Vidas Completas). - Noche y día (1935). - Amor de madre (1936). - El triunfo de las Germanías (1937). En colaboración con José Bergamín. - Tiempo a vista de pájaro (1937). | - Las barcas, 215 (1937, incompleta). - Ni un solo muerto (1938). Premio Nacional de Teatro 1938. - Después del escándalo (¿1944-45?, inacabada). - Un día completo (¿1944-45?, inacabada). - El argumentista (¿1945?). - Las viudas del impresor (¿1946?). - Las maravillas (1958). - El espacio interior (1958, inacabada). |

### Guiones de cine
Menos conocida es su actividad como guionista de cine, que desarrolló durante su estancia en México tras la guerra civil española, llegando a colaborar con Luis Buñuel en el guion de Subida al cielo (1951). Colaboró en alrededor de veinte películas, entre ellas:
- La casa de la Troya (1947).
- El rufián dichoso (¿1947?).
- Yo quiero ser tonta (1950). Adaptación de Las estrellas, de Carlos Arniches.
- El puerto de los siete vicios (1951).
- Subida al cielo (1951).
- Golpe de suerte (1954).
- El condenado por desconfiado (1955). Adaptación de la obra de Tirso de Molina.
- La muñeca negra (1956). Adaptación de un cuento de José Martí.
- Las maravillas (1958). Adaptación de su propia obra de teatro.
- El Cantar de los Cantares (En la poesía mística española y en el arte religioso mexicano). (1958). Adaptación del Cantar de los Cantares de Fray Luis de León.
- Vuelta al paraíso (1959).